# عمرو شريف
عمرو عبد المنعم محمود شريف (1950 -) هو كاتب ومفكر مصري.

## حياته
من مواليد بورسعيد، مصر عام 1950م. وهو أستاذ ورئيس أقسام الجراحة السابق، كلية الطب، جامعة عين شمس مع التخصص الدقيق في جراحات الكبد والجهاز المراري وجراحة مناظير البطن وجراحات الحوادث، حاصل علي البكالوريوس في الطب والجراحة بتقدير امتياز مع مرتبة الشرف الأولي عام 1974، ودرجتي الماجيستر عام 1978 والدكتوراة عام 1981 في الجراحة العامة من كلية الطب جامعة عين شمس.
عضو مؤسس للجمعية الدولية للجراحة، والجمعية الدولية لجراحة الكبد والبنكرياس والجهاز المراري بسويسرا، أشرف وناقش العشرات من رسائل الدكتوراة والماجيستير في الجراحة والفلسفة وله العديد من الأبحاث في مجال الجراحة العامة. محاضر في موضوعات التفكير العلمي ونشأة الحضارات والعلاقة بين العلم والفلسفة وبين الأديان. اختير المدرس المثالي على مستوى جامعة عين شمس عام 1984م والطبيب المثالي على مستوى الجمهورية عام 1988م، ودرع جامعة عين شمس في 2011م، وهو محاضر في موضوعات التفكير العلمي ونشأة الحضارات والعلاقة بين العلم والفلسفة وبين الأديان، ومن من أعلام فلاسفة العلم المعاصرين، ومن أهم المتصدين لفكرة الالحاد.

## مؤلفاته
- 2005 – أبي آدم من الطين إلى الإنسان، بالاشتراك مع عبد الصبور شاهين، مكتبة النافذة
- 2006 – رحلة عبد الوهاب المسيري الفكرية: قراءة في فكره وسيرته،الهيئة العامة لقصور الثقافة - مصر
- 2009 – المخ: ذكر أم أنثى؟!، بالاشتراك مع نبيل كامل؛ مكتبة الشروق الدولية – (ردمك 978-977-6278-47-9)
- 2010 – رحلة عقل، مكتبة الشروق الدولية – (ردمك 978-977-6278)
- 2011 – ثم صار المخ عقلاً؛ مكتبة الشروق الدولية – (ردمك 978-977-7010-81-8)
- 2011 – كيف بدأ الخلق؟، مكتبة الشروق الدولية – (ردمك 978-977-7010-42-9)
- 2013 – أنا تتحدث عن نفسها، مكتبة الشروق الدولية – (ردمك 978-977-701-096-2)
- 2014 – خُرافة الإلحاد، مكتبة الشروق الدولية – (ردمك 978-977-701-948-4)
- 2013 – وهم الإلحاد، مجمع البحوث الإسلامية
- 2015 – الوجود رسالة توحيد .
- 2015- ثمار رحلة عبد الوهاب المسيرى الفكرية: قراءة في فكره وسيرته.
- 2016 – الإلحاد مشكلة نفسية، نيو بوك للنشر والتوزيع
- 2016- أصداء وظلال: سيرة ذاتية.
- 2017 – حادي العقول
- 2018- المعلوماتية برهان الربوبية الأكبر.
- 2019- شعاع الضوء: شفرة الوجود.
- 2021- كأنك تراه إنك بالواد المقدس.
- 2021- الحياة بين الكمومية و المعلوماتية (ثلاثية البيولوجيا الحديثة 1).
- 2022- نحن سادة جيناتنا (ثلاثية البيولوجيا الحديثة 2).

## ترجمات
2012: الطب المصري القديم. تأليف: جون إف نن (ترجمة بالاشتراك مع عادل وديع فلسطين).
2018: النزعة الإنسانية. تأليف: توني ديفيز.
2019: لغز الوعي حوارات حول الوعي. تأليف: سوزان بلاكمور.

## وصلات خارجية
- صفحة عمرو شريف على موقع أبجد
- صفحة اقتباسات عمرو شريف على موقع أبجد